# Roger Clemens
William Roger Clemens (Dayton, Ohio, Estados Unidos; 4 de agosto de 1962) es un exbeisbolista profesional estadounidense que jugaba en la posición de lanzador.
Jugó a nivel universitario en San Jacinto y Texas, donde ganó dos veces las College World Series, antes de ser elegido en la primera ronda del Draft de la MLB de 1983 por los Boston Red Sox. Conocido por su fuerte carácter y su poderoso lanzamiento, Clemens está considerado como uno de los mejores lanzadores de la historia. A lo largo de su carrera como profesional fue once veces All-Star, dos veces campeón de la Serie Mundial y ganó siete Premios Cy Young, más que cualquier otro lanzador en la historia de las Grandes Ligas.
El nombre de Roger Clemens apareció en el Informe Mitchell de 2007 sobre el uso de esteroides anabólicos en la MLB. Debido a ello, a pesar de que siempre ha negado doparse, hasta el momento Clemens no ha sido elegido para formar parte del Salón de la Fama del Béisbol.

## Biografía
Después de vivir en Dayton, Ohio en sus primeros años de vida, Clemens pasó el resto de su niñez en Texas. Estudio en una escuela secundaria donde jugaba al fútbol, al baloncesto, y al béisbol.

## Carrera

### Universidad
Comenzó su carrera universitaria lanzando para el San Jacinto College North en 1981, donde tuvo un récord de 9-2. Luego asistió a la Universidad de Texas en Austin, logrando un récord de 25-7 en dos temporadas como All-American, y estuvo en el montículo cuando los Longhorns ganaron la Serie Mundial Universitaria de 1983. Se convirtió en el primer jugador en tener retirado su número de uniforme de béisbol en la Universidad de Texas. En 2004, el premio Rotary Smith, otorgado al mejor jugador universitario de béisbol en Estados Unidos, fue cambiado a Premio Roger Clemens, en honor al mejor lanzador. En Texas, Clemens lanzó 35 entradas consecutivas sin permitir carreras, un récord de la NCAA que se mantuvo hasta que Justin Pope lo rompió en 2001.

### MLB

#### Boston Red Sox
Clemens quedó en la duodécima ronda del draft de 1981 con los New York Mets, pero no firmó. Optando por ir a la Universidad de Texas. Clemens fue decimonoveno (19.º) en el draft por los Boston Red Sox, haciendo su debut en el 15 de mayo de 1984.
Clemens dio el paso al estrellato en la temporada de 1986. El 29 de abril logró veinte strikeouts frente a los Seattle Mariners, la mayor cantidad de eliminaciones en un partido a nueve entradas en la historia de la MLB. Fue seleccionado para disputar su primer All-Star y fue nombrado MVP del partido. Terminó el año con un balance de 24-4, 238 strikeouts y un ERA de 2,48 y ganó el MVP de la Liga Americana y su primer Premio Cy Young. Los Red Sox llegaron hasta la Serie Mundial, en la que perdieron en siete partidos contra los New York Mets.

#### Toronto Blue Jays
El 13 de diciembre de 1996, Clemens fichó como agente libre por los Toronto Blue Jays, con los que firmó un contrato por cuatro años y cuarenta millones de dólares.
Hizo su regreso al Fenway Park el 12 de julio de 1997. En ese partido los Blue Jays derrotaron por 1-3 a los Red Sox y Clemens logró dieciséis strikeouts, haciéndole al menos uno a cada jugador rival.
Clemens lideró la Liga Americana en strikeouts y fue el lanzador que más partidos ganó en toda la MLB (21) en 1997. Al término de la temporada recibió el Premio Cy Young por cuarta vez en su carrera y se convirtió en el pitcher que más veces había ganado el premio en la historia de la AL.

#### New York Yankees
En febrero de 1999, Clemens fue traspasado a los New York Yankees a cambio de Homer Bush, David Wells y Graeme Lloyd.
En un partido ante los New York Mets, Clemens golpeó a Mike Piazza en la cabeza con un lanzamiento de bola rápida. Ambos jugadores volvieron a protagonizar un encontronazo en el segundo partido de la Serie Mundial de 2000. Clemens lanzó la mitad de un bate roto de Piazza en dirección al jugador de los Mets cuando este corría por la línea de banda de la primera base.

#### Houston Astros
En enero de 2004 Clemens salió de su retiro y fichó por los Houston Astros. El 5 de mayo superó a Steve Carlton y se convirtió en el segundo jugador con más strikeouts de la historia de la MLB. Terminó la temporada con un récord de 18-4 y ganó su séptimo y último Premio Cy Young.

## Acusaciones de uso de esteroides
En el libro de José Canseco, "Juiced: Wild Times, Rampant 'Roids, Smash Hits & How Baseball Got Big", Canseco sugirió que Clemens tenía un conocimiento experto sobre esteroides y sugirió que los utilizaba, basándose en la mejora de su rendimiento después de dejar los Red Sox. Aunque no abordó las acusaciones directamente, Clemens declaró: "Me importan poco las reglas" y "He hablado con algunos amigos suyos y les he bromeado que cuando estás bajo arresto domiciliario y llevas pulseras en los tobillos, tienes mucho tiempo para escribir un libro".
Jason Grimsley nombró a Clemens, así como a Andy Pettitte, como usuarios de sustancias para mejorar el rendimiento. Según una declaración jurada de orden de registro de 20 páginas firmada por el Agente Especial del IRS Jeff Novitzky, Grimsley dijo a los investigadores que obtuvo anfetaminas, esteroides anabólicos y hormona del crecimiento humano de alguien recomendado por el antiguo entrenador de los Yankees, Brian McNamee. McNamee era entrenador personal de fuerza de Clemens y Pettitte, contratado por Clemens en 1998. En el momento de las revelaciones de Grimsley, McNamee negó tener conocimiento del uso de esteroides por parte de Clemens y Pettitte. A pesar de los informes mediáticos iniciales, la declaración jurada no mencionaba a Clemens ni a Pettitte.
Sin embargo, el nombre de Clemens fue mencionado 82 veces en el Informe Mitchell sobre el uso de esteroides en el béisbol. En el informe, McNamee afirmó que durante las temporadas de béisbol de 1998, 2000 y 2001, inyectó a Clemens con Winstrol. El abogado de Clemens, Rusty Hardin, negó las afirmaciones, llamando a McNamee "un testigo problemático e poco confiable" que ha cambiado su versión cinco veces en un intento por evitar un enjuiciamiento penal. Señaló que Clemens nunca ha dado positivo en una prueba de esteroides. El exsenador de EE. UU. George Mitchell, quien preparó el informe, afirmó que transmitió las acusaciones a cada atleta implicado en el informe y les dio la oportunidad de responder antes de que se publicaran sus hallazgos.
El 6 de enero de 2008, Clemens apareció en el programa 60 Minutes para abordar las acusaciones. Le dijo a Mike Wallace que su longevidad en el béisbol se debía a "trabajo duro" en lugar de sustancias ilegales, y negó todas las afirmaciones de McNamee de que le inyectó esteroides a Clemens, diciendo que "nunca ocurrió". El 7 de enero, Clemens presentó una demanda por difamación contra McNamee, alegando que el antiguo entrenador mintió después de ser amenazado con un enjuiciamiento. Los abogados de McNamee argumentaron que estaba obligado a cooperar por funcionarios federales y, por lo tanto, sus declaraciones estaban protegidas. Un juez federal estuvo de acuerdo y desestimó todas las reclamaciones relacionadas con las declaraciones de McNamee a los investigadores el 13 de febrero de 2009, pero permitió que el caso continuara en relación con las declaraciones que McNamee hizo sobre Clemens a Pettitte.
El 13 de febrero de 2008, Clemens compareció ante un comité del Congreso, junto con Brian McNamee, y juró bajo juramento que no tomó esteroides, que no discutió sobre HGH con McNamee, que no asistió a una fiesta en la que José Canseco habló de esteroides, que solo le inyectaron vitamina B-12 y lidocaína y que nunca le dijo a Pettitte que había tomado HGH. Este último punto contradecía el testimonio que Pettitte había dado bajo juramento el 4 de febrero de 2008, en el que Pettitte dijo que le repitió a McNamee una conversación que había tenido con Clemens. Durante esta conversación, Pettitte dijo que Clemens le había dicho que McNamee le había inyectado hormona de crecimiento humano. Pettitte dijo que McNamee reaccionó con enojo, diciendo que Clemens "no debería haber hecho eso".
El comité bipartidista de la Cámara de Representantes frente al cual compareció Clemens, citando siete inconsistencias aparentes en su testimonio, recomendó que el Departamento de Justicia investigara si Clemens mintió bajo juramento sobre el uso de sustancias para mejorar el rendimiento.[94] En una carta enviada el 27 de febrero al Fiscal General Michael Mukasey, el presidente del Comité de Supervisión y Reforma del Gobierno de la Cámara, Henry Waxman, y el republicano de mayor rango, Tom Davis, dijeron que el testimonio de Clemens de que "nunca usó esteroides anabólicos ni hormona del crecimiento humano merece una investigación más exhaustiva".
Como resultado del Informe Mitchell, se le pidió a Clemens que terminara su participación en el torneo benéfico Giff Nielsen Day of Golf for Kids en Houston, que había organizado durante cuatro años. Además, su nombre fue eliminado del Instituto de Medicina Deportiva Roger Clemens con sede en Houston y el instituto pasó a llamarse Instituto de Medicina Deportiva Memorial Hermann.
Después de que los fiscales de Washington mostraran "un interés renovado en el caso en los últimos meses de 2008", se convocó a un gran jurado federal en enero de 2009 para escuchar pruebas sobre la posible perjurio de Clemens ante el Congreso.[97] El gran jurado acusó a Clemens el 19 de agosto de 2010 de hacer declaraciones falsas al Congreso sobre su uso de sustancias para mejorar el rendimiento. La acusación imputa a Clemens un cargo de obstrucción al Congreso, tres cargos de hacer declaraciones falsas y dos cargos de perjurio en relación con su testimonio de febrero de 2008.
Su primer juicio comenzó el 13 de julio de 2011, pero en el segundo día de testimonio, el juez del caso declaró un juicio nulo debido a una mala conducta por parte de los fiscales después de que mostraran al jurado pruebas perjudiciales que no se les permitía presentar.[5][101] Posteriormente, se volvió a juzgar a Clemens. El veredicto de su segundo juicio se emitió el 18 de junio de 2012. Clemens fue declarado no culpable en los seis cargos de mentir al Congreso en 2008, cuando testificó que nunca tomó sustancias para mejorar el rendimiento.
En enero de 2016, después de que Clemens volviera a quedar corto en los votos requeridos para ser elegido en el Salón de la Fama, la ex-estrella de las Grandes Ligas Roy Halladay tuiteó "No Clemens no Bonds" como parte de un mensaje indicando que no se debería votar en el Salón a usuarios de sustancias para mejorar el rendimiento.[104] Clemens respondió acusando a Halladay de usar anfetaminas durante su carrera como jugador.

## Consideración para el Salón de la Fama del Béisbol Nacional
En la votación para el Salón de la Fama del Béisbol en 2013, en su primer año de elegibilidad, Clemens recibió el 37.6% de los votos emitidos por la Asociación de Escritores de Béisbol de América (BBWAA), quedando muy por debajo del 75% requerido para la inducción al Salón de la Fama.[109] Ha obtenido más votos en elecciones posteriores sin llegar al umbral del 75%: recibió el 59.5% en 2019, 61.0% en 2020 y 61.6% en 2021. Con las inducciones de Greg Maddux y Tom Glavine en 2014, y Randy Johnson en 2015, Clemens es actualmente el único miembro elegible del club de 300 victorias que no ha sido incorporado al Salón. Recibió el 65.2% de los votos en su último año de elegibilidad, 2022.
A pesar de salir de la boleta de votación, Clemens todavía es elegible para la inducción a través del Comité de Juego de Hoy del Salón de la Fama. El comité está compuesto por 16 miembros del Salón de la Fama del Béisbol Nacional, ejecutivos y miembros veteranos de los medios de comunicación (de ahí el apodo de "comité de veteranos") que consideran a jugadores retirados que perdieron la elegibilidad en la votación, pero que aún realizaron contribuciones notables al béisbol entre 1986 y 2016. La votación más reciente del comité se llevó a cabo en diciembre de 2022, y se requerían 12 votos para la inducción. Clemens recibió menos de cuatro votos de los dieciséis emitidos y, como resultado, no fue seleccionado para la inducción.

## Premios y menciones
All-Star
1986: Boston (AL)
1988: Boston (AL)
1990: Boston (AL)
1991: Boston (AL)
1992: Boston (AL)
1997: Toronto (AL)
1998: Toronto (AL)
2001: NY Yankees (AL)
2003: NY Yankees (AL)
2004: Houston (NL)
2005: Houston (NL)
Cy Young
1986: Boston (AL)
1987: Boston (AL)
1991: Boston (AL)
1997: Toronto (AL)
1998: Toronto (AL)
2001: NY Yankees (AL)
2004: Houston (NL)
World Series Championship
1999: NY Yankees (AL)
2000: NY Yankees (AL)
MVP
1986: Boston (AL)
All-Star MVP
1986: Boston (AL)